# San Novo
San Novo (San Noeuv in dialetto milanese) è una frazione del comune italiano di Zibido San Giacomo posta a nordovest del centro abitato, verso Trezzano sul Naviglio. Insieme alla vicina cascina San Francesco ha costituito un comune autonomo fino al Risorgimento.

## Storia
San Novo era un piccolo centro abitato del milanese di antica origine, e confinava con Trezzano a nord, Buccinasco e Gudo Gambaredo ad est, San Pietro Cusico e Copiago a sud, e Bonirola ad ovest. Al censimento del 1751 la località fece registrare 223 residenti.
In età napoleonica, nel 1805, la popolazione era scesa a 220 unità, tanto che nel 1809 il Comune di San Novo fu soppresso ed annesso a San Pietro Cusico, recuperando comunque l'autonomia nel 1816 in seguito all'istituzione del Regno Lombardo-Veneto, seppur venendo spostato in Provincia di Pavia.
L'abitato conobbe una leggera crescita tipica di un villaggio agricolo, facendo registrare 293 anime nel 1853, scese a 284 nel 1859, anno in cui i Savoia lo riportarono in Provincia di Milano. Il municipio fu definitivamente soppresso il 9 giugno 1870 su decreto di Vittorio Emanuele II, venendo annesso coi suoi 310 abitanti a Zibido San Giacomo.